# ТЕС Хамма I, II
ТЕС Хамма I, II (Hamma I, II) — теплова електростанція на півночі Алжиру, одна з кількох розташованих у столичному регіоні.
Ще з 1910-х років забезпечення району міста Алжир здійснювалось двома вугільними електростанціями — Хамма (64 МВт) та менш потужною ТЕС Алжир-Порт (34 МВт). На початку 1960-х провідною електростанцією столичного регіону стала Алжир-Порт, де ввели нову паротурбінну чергу потужністю 120 МВт. Що стосується ТЕС Хамма, то на ній у 1972-му запустили дві газові турбіни виробнцтва John Brown потужністю по 20 МВт. Це зробило її однією з двох перших алжирських газотурбінних станцій поряд з ТЕС Гардая (центральний регіон країни), яку вона, втім, більш ніж удвічі перевищувала за потужністю — 40 МВт проти 17 МВт.
В 2002 році запустили нову чергу, відому як ТЕС Хамма ІІ, що отримала дві газові турбіни Ansaldo-Siemens типу AE94.3A потужністю по 209 МВт (це започаткувало серію потужних газотурбінних та парогазових електростанцій, за допомогою яких Алжир намагався впоратись з наростаючим енергодефіцитом).
В 2010-му обидві трубіни John Brown перемістили на ТЕС Адрар. 
Як паливо використовується природний газ, що вперше надійшов до столичного регіону на початку 1980-х по трубопроводу Хассі-Р'Мель – Бордж-Менаель – Алжир.
Видача продукції відбувається по ЛЕП, що працює під напругою 220 кВ.